# Горько!

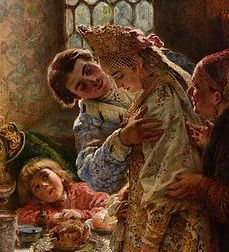
Маковский К. Е. «Свадебный пир в боярской семье XVII века» (фрагмент). 1883.

Горько! — возгласы пирующих во время русского, белорусского, украинского и польского свадебного застолья. Гости притворяются, будто вино или угощение стало «горьким», пока молодожёны не поцелуются. По русской традиции, как только гости начинают кричать «Горько!», молодые обязаны целоваться. Гости тем временем ведут счёт продолжительности поцелуя, и по результатам делают вывод, сколько лет супруги проживут в любви или насколько любят друг друга. После поцелуя на некоторых свадьбах дополнительно кричат «сладко!», подтверждая, что обычай исполнен.

## Этимология
Филолог и лингвист Ю. Откупщиков пишет: «горько» происходит от праслав. *goriti, что означает «гореть». Это слово связано с понятием «горячий», в смысле «обжигающий вкус». В переводе на современный язык, «горько» — значит «горячо». Праславянское *goriti соотносится с *gorěti, от которого произошло ст.‑слав. горѣти «гореть».

## Типичные формулы
Кто-то из гостей, пригубив рюмку со спиртным, говорит, что «горько». Произнося «Горько!» и ожидая поцелуя молодых, гости как бы просят подсластить хмельной напиток. В этом случае может быть произнесена двухчастная формула с указанием исходного состояния напитка и предлагаемого способа его улучшения: «Горькя! Не пью! Подсластите!». Возглас также может завершать предыдущую фразу, например: «Ох, батюшки, где вино такое взял — очень горька, где бы такую подсластить». Происходит даже заимствование из аналогичных произведений на другие темы — творческая или механическая контаминация: «Горько, голуби насолили»; «Кисло, горько, молодых привели, потолок не мели». Целуясь, «подслащивали» и «очищали» своими поцелуями вино гостей, кричавших «горько» или «сорно вино».
За столом порой шутили и о еде, называя всё горьким, заставляя молодых целоваться. «Горько» кричали белорусы и русские, у карел ту же роль играет возглас «соринка» в стакане или рюмке (карел. «toppu on»).
Иногда на свадьбе синонимом сладкого выступает солёное, как носитель положительного вкуса, противопоставляясь горькому. Иногда, заставляя молодых целоваться, обосновывали это тем, что «Каша несолёная!».
Молодых заставляли целоваться также возгласом «Медведь в углу», поскольку медведь олицетворял жениха. На этот возглас невеста должна была возразить: «Петра Иваныча люблю» — и поцеловать жениха.
У карел в доме невесты выкликают «горько» и «соринка» только гости жениха, а родственники невесты всячески стараются «защищать» молодых.
В Вологодской губернии за свадебным столом первому кричали «горько!» тысяцкому — посаженому отцу со стороны жениха.
У русских поцелуй во время свадьбы имел ритуальное значение: перед венчанием молодые целовали замок на дверях храма, чтобы удвоить крепость брачных уз.
На Смоленщине на крестинах диалоги порой походили на свадебные: гости жаловались, что каша «горька, и кисла, не солона», на что повитуха отвечала: «Целуй жонку почаще в уста, будет каша не горька».

## Семантика «горькое/сладкое»
Известен кубанский обряд ожидания мёда, когда в доме родителей невесты после полуночи гости просят мёда у её матери. В украинских сёлах мёдом мазали каравай в знак честности молодой и угощали им участников свадьбы и саму молодую. На Кубани на второй день молодым несут сладкое, у украинцев подносят «солодуху» (укр. солодка горілка).
По мнению Е. Трегубовой, семантика «горькое/сладкое» связана с концептом «честь/бесчестье». В кубанском обряде ожидания мёда его просят в ожидании известия о честности молодой. «Сладко, мёд!» — говорили гости, когда получали известие о «честности невесты». Как символ «нечестной невесты» было восклицание «горько». Первое кричали в отсутствие молодых, второе кричат в их присутствии в первый день, когда ещё нет известия и ожидание вестей является важным мотивом свадьбы. На второй день зять при посещении тещи демонстративно подчеркивал верность/неверность суженой, поднося тестю или тёще стакан со специально проделанной дырой, закрыв при этом дырку пальцем. Матери «нечестной» невесты при этом говорили: «Получай худой стакан».
Обычай именовать поцелуи «сахарными», а уста — «сладкими» также основывался на представлении русов о том, что рот является источником удовольствия, одновременно питательного и сексуального.

## Современные вымыслы
История возникновения этой традиции обросла большим количеством вымыслов. Среди них такие:
- якобы кричат «горько», чтобы не сглазить сладость любви либо чтобы потом стало сладко;
- якобы раньше свадьбы проводились на горе, отсюда и пошло слово «горько»;
- якобы вспоминают счастливый праздник Красная Горка;
- якобы сначала новобрачные или гости пили водку («горькую», «горилку»), оттого так и говорят.

Версии сомнительные. Так как не было такой традиции — перед поцелуем пить водку. По законам филологии (законам развития языка) «горько» не может произойти от слова «гора».